# Billie Piper

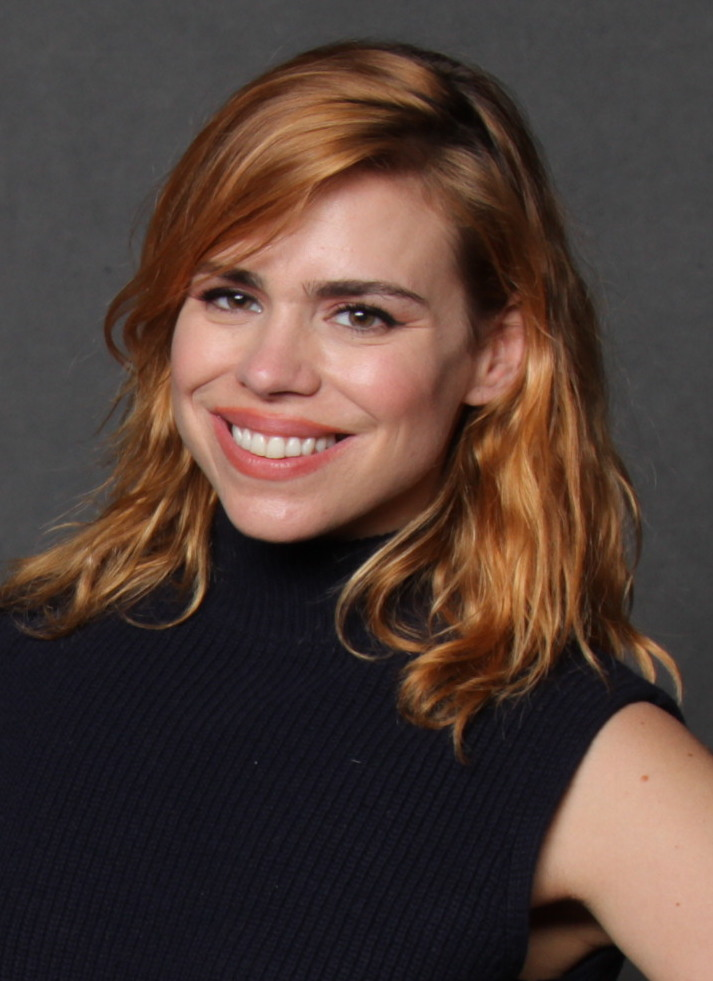
Billie Piper (2016)

Billie Paul Piper (* 22. September 1982 in Swindon, Wiltshire als Leian Paul Piper) ist eine britische Schauspielerin, Drehbuchautorin und ehemalige Sängerin.

## Leben und Karriere
Piper ist die Tochter von Paul Victor Piper und Mandy Kane Kent. Im April 1983 ließen ihre Eltern Pipers Vornamen offiziell in Billie abändern. Ihre Karriere begann Piper als Sängerin mit einigen Erfolgen in den britischen Charts, unter anderem mit dem Titel Because We Want To, der 1998 Platz 1 der UK-Single-Charts erreichte. Als Fernsehschauspielerin wurde sie durch die britische Serie Doctor Who bekannt, in der sie die Figur der Rose Tyler verkörperte. Im Special Der Tag des Doktors (2013) kehrte sie einmalig als Manifestation der Waffe Das Moment zurück. Hauptrollen spielte sie in der Romanverfilmung The Shadow in the North von Philip Pullman und in der britischen Fernsehserie Secret Diary of a Call Girl.
Am 6. Mai 2001 heiratete Piper den Moderator Chris Evans. 2005 trennten sich die beiden und ließen sich im Mai 2007 schließlich scheiden. Am 31. Dezember 2007 heiratete sie den Schauspieler Laurence Fox; die Hochzeit fand in Eastbourne, East Sussex statt. Zusammen haben die beiden zwei Söhne (* 2008 und * 2012). Im Mai 2016 wurde die Ehe geschieden.
Am 31. Mai 2025 war Piper im Finale der 15. Staffel von Doctor Who zu sehen als der Doctor regenerierte. Ob sie als neue Hauptdarstellerin der namensgebenden Rolle des „Doktors“  die Nachfolge von Ncuti Gatwa antritt ist unbekannt, da sie im Abspann nicht als neuer Doctor geführt wurde und BBC sie zudem nicht in der Rolle bestätigt hat.

## Diskografie

### Studioalben
| Jahr | Titel          | Höchstplatzierung, Gesamtwochen, AuszeichnungChartsChartplatzierungen (Jahr, Titel, Platzierungen, Wochen, Auszeichnungen, Anmerkungen) | Anmerkungen                            |
| Jahr | Titel          | UK | Anmerkungen                            |
| ---- | -------------- | --- | -------------------------------------- |
| 1998 | Honey to the B | UK14 Platin · (26 Wo.)UK | Erstveröffentlichung: 19. Oktober 1998 |
| 2000 | Walk of Life   | UK14 Silber · (6 Wo.)UK | Erstveröffentlichung: 18. Oktober 2000 |

### Kompilationen
- 2005: The Best of Billie
- 2012: The Singles Collection

### Singles
| Jahr | Titel Album                        | Höchstplatzierung, Gesamtwochen, AuszeichnungChartplatzierungen (Jahr, Titel, Album, Platzierungen, Wochen, Auszeichnungen, Anmerkungen) | Höchstplatzierung, Gesamtwochen, AuszeichnungChartplatzierungen (Jahr, Titel, Album, Platzierungen, Wochen, Auszeichnungen, Anmerkungen) | Höchstplatzierung, Gesamtwochen, AuszeichnungChartplatzierungen (Jahr, Titel, Album, Platzierungen, Wochen, Auszeichnungen, Anmerkungen) | Anmerkungen                                                                        |
| Jahr | Titel Album                        | DE | CH | UK | Anmerkungen                                                                        |
| ---- | ---------------------------------- | --- | --- | --- | ---------------------------------------------------------------------------------- |
| 1998 | Because We Want To Honey to the B  | — | — | UK1 Silber · (14 Wo.)UK | Erstveröffentlichung: 29. Juni 1998                                                |
| 1998 | Girlfriend Honey to the B          | — | — | UK1 Silber · (13 Wo.)UK | Erstveröffentlichung: 21. September 1998                                           |
| 1998 | She Wants You Honey to the B       | — | — | UK3 Silber · (18 Wo.)UK | Erstveröffentlichung: 7. Dezember 1998                                             |
| 1999 | Thank ABBA for the Music ABBAmania | DE97 (1 Wo.)DE | — | UK4 (13 Wo.)UK | Erstveröffentlichung: 29. März 1999 mit B*Witched, Steps, Tina Cousins & Cleopatra |
| 1999 | Honey to the Bee Honey to the B    | — | — | UK3 Silber · (15 Wo.)UK | Erstveröffentlichung: 13. April 1999                                               |
| 2000 | Day & Night Walk of Life           | — | CH62 (2 Wo.)CH | UK1 Silber · (13 Wo.)UK | Erstveröffentlichung: 15. Mai 2000                                                 |
| 2000 | Something Deep Inside Walk of Life | — | CH97 (1 Wo.)CH | UK4 (14 Wo.)UK | Erstveröffentlichung: 18. September 2000                                           |
| 2000 | Walk of Life                       | — | CH66 (1 Wo.)CH | UK25 (6 Wo.)UK | Erstveröffentlichung: 11. Dezember 2000                                            |

## Auszeichnungen für Musikverkäufe
| Goldene Schallplatte - Neuseeland - 1998: für die Single Girlfriend - 1999: für die Single Thank ABBA for the Music - 2000: für die Single Day & Night - Schweden - 1999: für die Single Thank ABBA for the Music | Platin-Schallplatte - Australien - 1999: für die Single Honey to the Bee - 1999: für die Single Thank ABBA for the Music - 2000: für die Single Day & Night 2× Platin-Schallplatte - Neuseeland - 1999: für das Album Honey to the B |

Anmerkung: Auszeichnungen in Ländern aus den Charttabellen bzw. Chartboxen sind in ebendiesen zu finden.
| Land/RegionAuszeichnungen für Musikverkäufe (Land/Region, Auszeichnungen, Verkäufe, Quellen) | Silber     | Gold     | Platin     | Verkäufe  | Quellen                   |
| -------------------------------------------------------------------------------------------- | ---------- | -------- | ---------- | --------- | ------------------------- |
| Australien (ARIA)                                                                            | —          | —        | 3× Platin3 | 210.000   | aria.com.au               |
| Neuseeland (RMNZ)                                                                            | —          | 3× Gold3 | 2× Platin2 | 45.000    | aotearoamusiccharts.co.nz |
| Schweden (IFPI)                                                                              | —          | Gold1    | —          | 15.000    | ifpi.se                   |
| Vereinigtes Königreich (BPI)                                                                 | 6× Silber6 | —        | Platin1    | 1.360.000 | bpi.co.uk                 |
| Insgesamt                                                                                    | 6× Silber6 | 4× Gold4 | 6× Platin6 |           |                           |

## Filmografie (Auswahl)
Als Schauspielerin
- 1996: Evita
- 2003: Canterbury Tales
- 2004: Things to Do Before You’re 30
- 2004: Calcium Kid (The Calcium Kid)
- 2004: Bella and the Boys (Fernsehfilm)
- 2005: Spirit Trap
- 2005–2010, 2013, 2025: Doctor Who (Fernsehserie, 36 Folgen)
- 2006: Sally Lockhart – Der Rubin im Rauch (The Ruby in the Smoke, Fernsehfilm)
- 2007: Mansfield Park (Fernsehfilm)
- 2007: Sally Lockhart – Der Schatten im Norden (The Shadow in the North, Fernsehfilm)
- 2007–2011: Secret Diary of a Call Girl (Fernsehserie, 32 Folgen)
- 2014–2016: Penny Dreadful (Fernsehserie, 20 Folgen)
- 2016: City of Tiny Lights
- 2018: Collateral (Fernsehserie, 4 Folgen)
- 2018: Two for Joy
- 2018: Beast (Kurzfilm)
- 2019: Rare Beasts
- 2019: Eternal Beauty
- 2020–2022: I Hate Suzie (Fernsehserie, 11 Folgen)
- 2022: Catherine Called Birdy
- 2024: Scoop – Ein royales Interview (Scoop)
- 2024: Austin (Fernsehserie, 2 Folgen)
- 2024: Kaos (Fernsehserie, 4 Folgen)
- 2025: Wednesday (Fernsehserie)

Als Drehbuchautorin
- 2019: Rare Beasts
- 2020–2022: I Hate Suzie (Fernsehserie, Schöpferin)